# Vespanthedon
Vespanthedon é um gênero de traça pertencente à família Brachodidae.